# Arsène Heitz
Pour les articles homonymes, voir Heitz.

Drapeau européen.

Arsène Heitz, né le 20 septembre 1908 à Huttenheim et mort le 30 août 1989 à Épinal, est un peintre strasbourgeois, employé au service courrier au Conseil de l'Europe,. 

## Le drapeau européen
Il contribue entre 1952 et 1955 à la genèse du drapeau européen en fournissant des dizaines d'esquisses dans le cadre d'un appel à projets publics qui en recueille plus d'une centaine. S'il est souvent présenté au grand public comme l'auteur du drapeau,, car il a très probablement réalisé la maquette finale, la paternité réelle de la conception est plus complexe, multiple et d'ailleurs encore discutée,,, les idées de couleur bleue, d'étoiles, de cercle ayant déjà été avancées avant lui. 
Il déclare bien plus tard s'être inspiré de la médaille miraculeuse, et en lisant l'introït du 15 août, fête de l'Assomption de Marie : « Un signe grandiose est apparu dans le ciel, une femme revêtue du soleil, la lune sous ses pieds, et sur sa tête une couronne de douze étoiles »,,. Cet introït est une référence au livre de l'Apocalypse selon Saint Jean, la dernière section du Nouveau Testament, à « une Femme enveloppée de soleil… et douze étoiles couronnant sa tête » (Ap12, 1). Heitz était un fervent catholique qui appartenait à l'Ordre de la médaille miraculeuse, qui peut avoir influencé ses vues sur le symbolisme des douze étoiles,. Le drapeau proposé a été adopté le 8 décembre 1955, fête de l'Immaculée Conception[réf. nécessaire]. 
La trace du motif réel du choix de Heitz a été retrouvée dans une petite revue belge confidentielle, Magnificat, en 1987. Dans cette revue, Heitz se disait « très fier que le drapeau de l'Europe soit celui de Notre-Dame ». Sa veuve a confirmé cette version et indiqué qu'en raison de l'existence d'autres religions en Europe il fallait garder le secret.

## Controverse
En juin 2017, le député Jean-Luc Mélenchon dénonce la présence du drapeau européen à l'Assemblée nationale, en alléguant son origine mariale. Après une relance de la controverse en octobre 2017, des officiels européens contestent cette origine : Paul Michel Gabriel Lévy, directeur de l'information et de la presse du Conseil de l’Europe, qui s'était occupé de la question du drapeau, affirme être à l'origine de la réduction du nombre d'étoiles de quinze à douze pour des raisons politiques, et il soutient que la ressemblance avec la couronne de Marie n'est qu'une coïncidence qu'il a découverte postérieurement. Robert Bichet rapporteur de la commission chargé des propositions, conteste lui aussi une origine mariale du drapeau européen. Elle est pourtant affirmée par des périodiques catholiques.
Selon un témoin direct des événements, Paul Collowald, Arsène Heitz ne peut être vu comme l’auteur du drapeau européen : « Si Paul Lévy faisait donc "naturellement" appel à ses compétences, il ne peut être vu comme "l’auteur du drapeau européen" au sens qu’il en aurait assuré conception et création, travail dont nous venons de voir les péripéties. Sa participation relève en effet d’un simple concours technique dans l’ultime phase de présentation. »

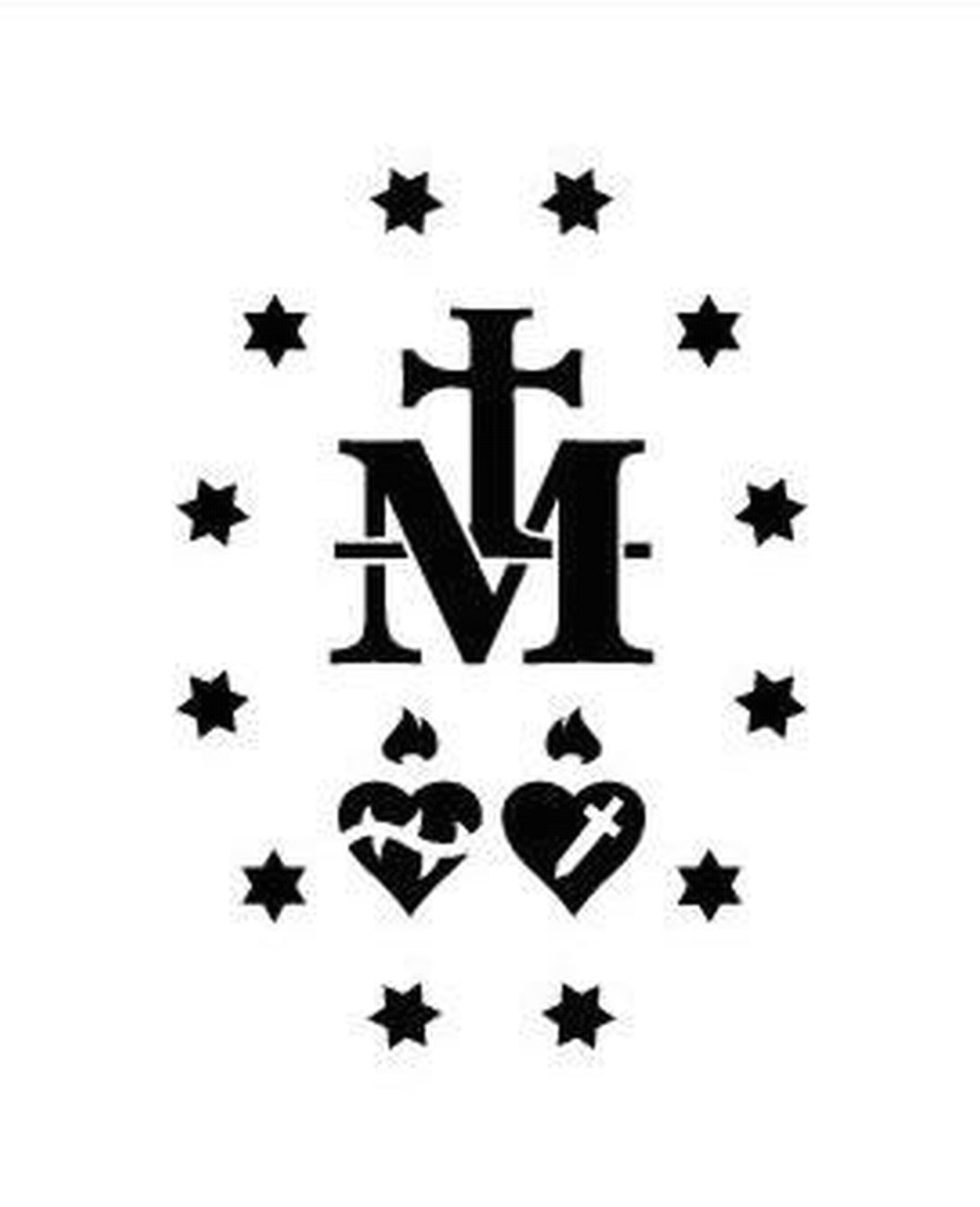
Face arrière de la médaille miraculeuse.
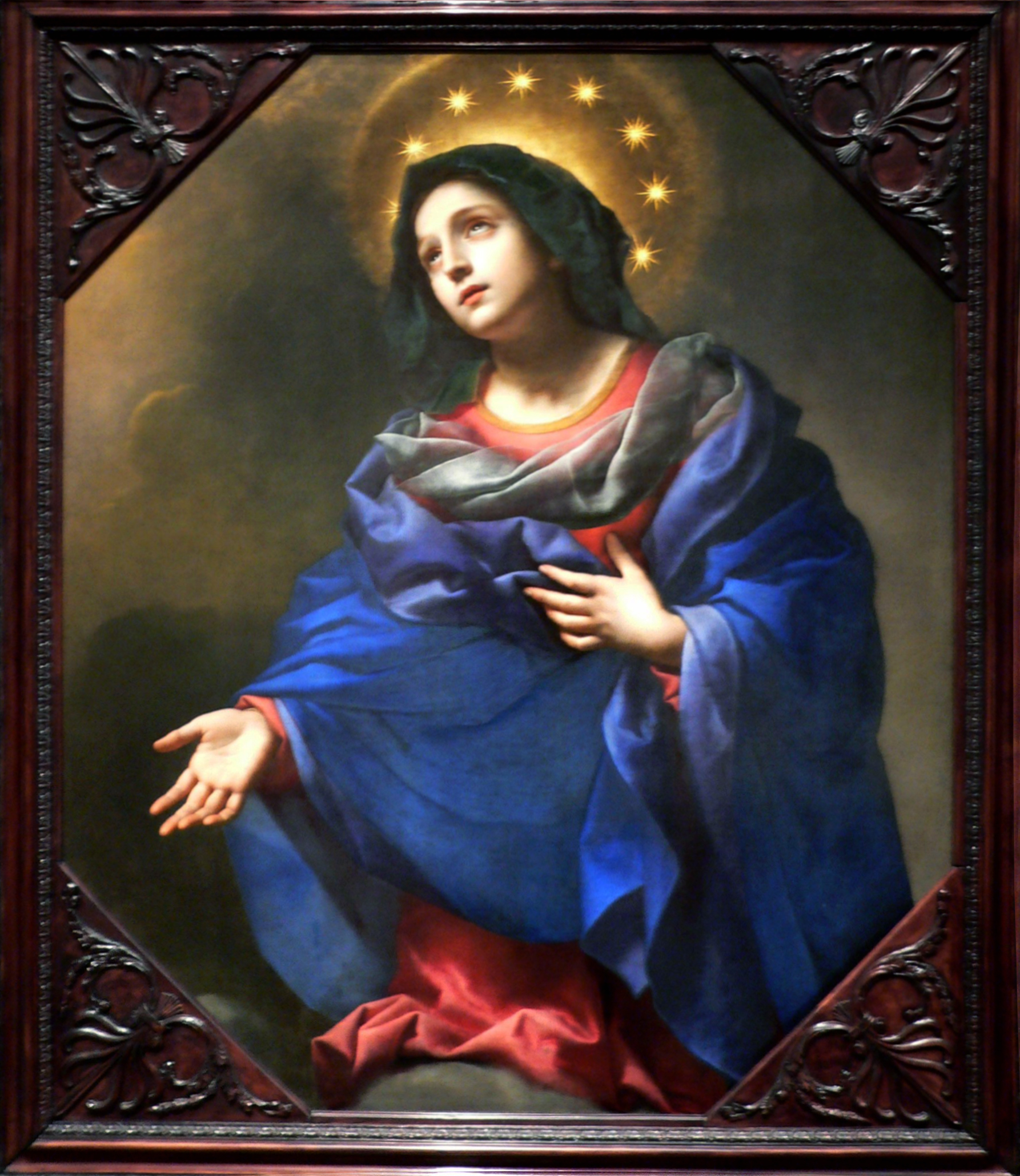
Madone en gloire, de Carlo Dolci.